# Cameron C. J. Adams
Cameron John Adams dit C. J. Adams, est un acteur américain, né le 6 avril 2000 à Rhode Island (États-Unis).
Il est connu pour son rôle de Timothy Green dans le film produit par Walt Disney Pictures, La Drôle de vie de Timothy Green.

## Biographie
Cameron est le fils de Donna et Matt Adams, auteur à succès du New York Times-Bestselling, expert en golf et animateur d'une émission de radio satellite de SiriusXM.
À deux ans, il déménage avec sa famille et son frère, Austin, dans le sud de la Nouvelle-Angleterre.

### Carrière
En 2007, il a eu un rôle dans le long-métrage Dan dans la vraie vie.
En 2012, il a joué le rôle-titre dans le film La Drôle de vie de Timothy Green, qui lui a valu le prix du meilleur jeune acteur âgé de 10 ans et moins.

## Filmographie

### Cinéma
- 2007 : Coup de foudre à Rhode Island (Dan in Real Life) de Peter Hedges : Elliot
- 2012 : La Drôle de vie de Timothy Green (The Odd Life of Timothy Green) de Peter Hedges : Timothy Green
- 2013 : Une famille en péril (Against the Wild) de Richard Boddington (en) : Zach Wade
- 2014 : Godzilla de Gareth Edwards : Ford jeune